# دولار (غرناطة)
بلدية دولار (بالإسبانية: Dólar) هي بلدية تقع في مقاطعة غرناطة التابعة لمنطقة أندلوسيا جنوب إسبانيا.

## الديموغرافيا
بلغ عدد سكان بلدية دولار 620 نسمة عام 2011 (وفقاً للمعهد الوطني الإسباني للإحصاء).
| 645 | 629 | 595 | 592 | 582 | 611 | 620 |